# MIRC
mIRC je IRC klient pro Microsoft Windows poskytovaný jako shareware.
Rozhraní je přizpůsobitelné a podporuje funkce jako je seznam přátel, přenos souborů, multi-serverové spojení, SSL šifrování, podporu proxy, zobrazení kódování UTF-8, nastavitelné zvuky, mluvené zprávy, oznámení, zprávy logování, atd.
mIRC má také velmi dobrý skriptovací jazyk, který lze použít pro automatizaci a vytváření aplikací, které vykonávají celou řadu funkcí, od komunikace v síti, až po hraní her.
Je ve vývoji více než deset let a je neustále zlepšovaný a aktualizovaný s přibývajícími novými technologiemi.
MIRC je lokalizován do mnoha jazyků včetně češtiny.